# Krasnyj Jar (obwód archangielski)
Krasnyj Jar (ros. Красный Яр) – wieś (dieriewnia) w Rosji, w obwodzie archangielskim, w rejonie chołmogorskim. W 2010 liczyła 10 mieszkańców.